# Дриада восьмилепестная
Дриа́да восьмилепе́стная, или Куропа́точья трава́ (лат. Drýas octopétala) — кустарничек; типовой вид рода Дриада семейства Розовые.
Холодолюбивая дриада восьмилепестная внезапно распространилась в Европе в позднем дриасе (около 12 800 л. н.).

## Ботаническое описание

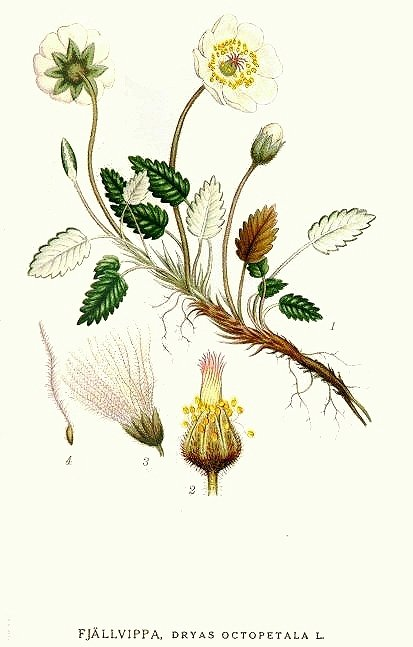

Стелющийся вечнозелёный кустарничек. Цветёт в июле.

## Распространение и среда обитания
Дриада восьмилепестная — древний реликтовый вид. Растёт на горных лугах в субальпийском и альпийском поясах. На Украине известна только на вершине горы Близницы, хребет Свидовец.
Психрофит.
Дриада восьмилепестная — официальная цветочная эмблема шведской провинции Лаппланд.

### Охранный статус
Занесена в Красную книгу Украины.

## Значение и применение
Изредка поедается северным оленем (Rangifer tarandus).
Благодаря своей декоративности может использоваться для выращивания на каменистых горках.
Зелёные части и соцветия поедаются оленями, другой скот не ест. Листья и ветви содержат дубильные вещества. В народной медицине употреблялась при диарее.